# لانتانا أريستغياتية
لانتانا أريستغياتية (الاسم العلمي:Lantana aristeguietae) هي نوع من النباتات تتبع جنس اللانتانا من الفصيلة اللويزية.